# Palatogobius
Palatogobius  é um género de peixe da família Gobiidae e da ordem Perciformes.

## Espécies
- Palatogobius grandoculus (Greenfield, 2002)[3]
- Palatogobius paradoxus (Gilbert, 1971)[4][5][6][7][8][9][10][11][12]